# Campeonato Asiático de Atletismo de 2023 - Salto triplo masculino
A prova do salto triplo masculino do Campeonato Asiático de Atletismo de 2023 foi disputada no dia 13 de julho de 2023, no Estádio Nacional, em Banguecoque, na Tailândia.

## Recordes
Antes desta competição, os recordes mundiais e do campeonato nesta prova eram os seguintes:
|                       | Nome             | Nacionalidade | Distância | Local        | Data                  |
| --------------------- | ---------------- | ------------- | --------- | ------------ | --------------------- |
| Recorde mundial       | Jonathan Edwards | Reino Unido   | 18m 29cm  | Gotemburgo   | 7 de agosto de 1995   |
| Recorde do campeonato | Chen Yanping     | China         | 17m 22cm  | Kuala Lumpur | 1991                  |
| Recorde asiático      | Li Yanxi         | China         | 17m 59cm  | Jinan        | 26 de outubro de 2009 |

## Medalhistas
| Ouro                     | Prata                | Bronze             |
| Abdulla Aboobacker (IND) | Hikaru Ikehata (JPN) | Kim Jang-woo (KOR) |

## Cronograma
Todos os horários são locais (UTC+7)
| Data        | Hora  | Evento |
| ----------- | ----- | ------ |
| 13 de julho | 16:30 | Final  |

## Resultado final
A final ocorreu no dia 13 de julho às 16:30.
| Posição           | Atleta                | Nacionalidade | #1    | #2    | #3    | #4    | #5    | #6    | Resultados | Notas |
| ----------------- | --------------------- | ------------- | ----- | ----- | ----- | ----- | ----- | ----- | ---------- | ----- |
| Medalha de ouro   | Abdulla Aboobacker    | Índia         | x     | 15.80 | 16.54 | 16.92 | 16.40 | –     | 16.92      |       |
| Medalha de prata  | Hikaru Ikehata        | Japão         | 16.18 | 16.09 | 16.42 | x     | x     | 16.73 | 16.73      |       |
| Medalha de bronze | Kim Jang-woo          | Coreia do Sul | 16.22 | 16.52 | x     | x     | x     | 16.59 | 16.59      |       |
| 4                 | Fang Yaoqing          | China         | 16.39 | 16.34 | 16.00 | 16.44 | 16.41 | 16.00 | 16.44      |       |
| 5                 | Ivan Denisov          | Uzbequistão   | x     | 16.07 | 15.48 | x     | 16.08 | 16.04 | 16.08      |       |
| 6                 | Ronnie Malipay        | Filipinas     | 15.88 | 15.93 | 15.46 | 16.08 | 15.44 | 15.54 | 16.08      |       |
| 7                 | Nattapong Srinonta    | Tailândia     | 16.02 | x     | x     | x     | x     | x     | 16.02      |       |
| 8                 | Wu Ruiting            | China         | x     | 15.74 | 15.93 | 15.54 | x     | –     | 15.93      |       |
| 9                 | Yu Kyu-min            | Coreia do Sul | 15.59 | x     | 15.83 |       |       |       | 15.83      |       |
| 10                | Li Yun-chen           | Taipé Chinesa | 15.05 | 15.60 | x     |       |       |       | 15.60      |       |
| 11                | Andre Anura Anuar     | Malásia       | 14.94 | 15.50 | x     |       |       |       | 15.50      |       |
| 12                | Phumiphat Khunmangkom | Tailândia     | x     | 15.48 | x     |       |       |       | 15.48      |       |
| 13                | Riku Ito              | Japão         | 15.06 | 15.22 | 15.47 |       |       |       | 15.47      |       |
| 14                | Salem Saleh El-Jerbi  | Omã           | 14.62 | 15.18 | x     |       |       |       | 15.18      |       |
| 15                | Wong Chun Wing        | Hong Kong     | 14.75 | 14.69 | 14.84 |       |       |       | 14.84      |       |
| 16                | Pratchaya Tepparak    | Tailândia     | 14.72 | x     | x     |       |       |       | 14.72      |       |
| 17                | Che Long Kin          | Macau         | x     | x     | 14.34 |       |       |       | 14.34      |       |

Legenda
| Recorde mundial       | Recorde mundial (World record)               |                       | Recorde africano                      | Recorde africano (African) |                                           | Q | Classificado por posição (Qualified) |
| Recorde do campeonato | Recorde do campeonato (Championship record)  | Recorde da América    | Recorde da América (Americas)         | q                          | Classificado por melhor tempo (Qualified) |   |                                      |
| Melhor marca do ano   | Melhor marca do ano (World leading)          | Recorde asiático      | Recorde asiático (Asian)              | DNS                        | Não largou (Did not start)                |   |                                      |
| Recorde nacional      | Recorde nacional (National record)           | Recorde europeu       | Recorde europeu (European)            | DNF                        | Não terminou (Did not finish)             |   |                                      |
| Recorde pessoal       | Recorde pessoal do atleta (Personal best)    | Recorde da Oceania    | Recorde da Oceania (Oceania)          | DSQ / DQ                   | Desclassificado (Disqualified)            |   |                                      |
| Recorde da temporada  | Recorde da temporada do atleta (Season best) | Recorde sul-americano | Recorde sul-americano (South America) | NM                         | Sem marca (No mark)                       |   |                                      |